# اچ‌ام‌اس هانتر (اچ۳۵)
اچ‌ام‌اس هانتر (اچ۳۵) (به انگلیسی: HMS Hunter (H35)) یک کشتی بود که طول آن ۳۲۳ فوت (۹۸٫۵ متر) بود. این کشتی در سال ۱۹۳۵ ساخته شد.